# الببغاء يتعلم الهجاء
الببغاء يتعلم الهجاء، (بالإنجليزية: The parrot learns spelling)، هو مسلسل رسوم متحركة رسومات ثنائية الأبعاد، قامت بإنتاجه شركة ماجيك سيليكشن الكويت - مصر.

## قصة المسلسل
المسلسل يحوي معلومات لغوية قيمة، يتم من خلاله التعرف على أصل الحروف، وطريقة نطقها الصحيح ومعانيها، وذكر العديد من الكلمات المترادفة والكلمات التي تحتوي على الحرف، وذلك بشكل شيق وممتع، يزيد من رغبة الطفل بتعلم الحروف، والاقتراب أكثر من اللغة العربية ( لغة القرآن الكريم ) والتعرف على الغنى الموجود في هذه اللغة، عبر تجسيد الحروف بشكل إنسي ( أي لديه أطراف كالبشر ) يجعل الموضوع أكثر متعه وجذب للطفل المتلقي.
تنطلق أحداث المسلسل من عائلة ببغاء صغيرة متواجدة في مدينة عربية، تبدأ القصة عندما تبدأ الأم بتعليم ابنها بغبغ ما هو الفرق بين اللغة العربية وباقي اللغات ويدخل المعجم معهم بالحديث لينقل بغبغ الصغير إلى عالم الحروف وما تعنيه وما هو أصل اللغة العربية ولما هي مهمة هكذا حيث انه ببداية كل حلقة جديدة سيتم التعرف على حرف أبجدي جديدة والكثير من المعلومات القيمة، حيث يتم الاستشهاد بكثير من الآيات القرآنية والأحاديث النبوية .مدة الحلقة 10 دقائق. المسلسل إنتاج عام 2007